# Playa Paraíso
Playa Paraíso es una urbanización turística situada en la costa del municipio de Adeje, al sur de la isla de Tenerife (Canarias, España). Es uno de los núcleos que forman Costa Adeje.
Se encuentra junto al barranco de La Quinta, en las proximidades de Callao Salvaje y unos seis kilómetros del casco municipal. Es un núcleo que nació al lado de la urbanización homónima y que sustituyó a un topónimo anterior.

## Demografía
| 2000 | 2001 | 2002 | 2003 | 2004  | 2005  | 2006  | 2007  | 2008  | 2009  | 2010  | 2011  | 2012  | 2013  | 2014  | 2015  | 2016  | 2017  | 2018  | 2019  | 2020  | 2021  |
| ---- | ---- | ---- | ---- | ----- | ----- | ----- | ----- | ----- | ----- | ----- | ----- | ----- | ----- | ----- | ----- | ----- | ----- | ----- | ----- | ----- | ----- |
| 335  | 623  | 749  | 977  | 1.043 | 1.294 | 1.548 | 1.769 | 2.139 | 2.321 | 2.434 | 2.507 | 2.592 | 2.807 | 2.611 | 2.565 | 2.781 | 2.810 | 2.873 | 2.866 | 3.027 | 2.879 |

## Economía

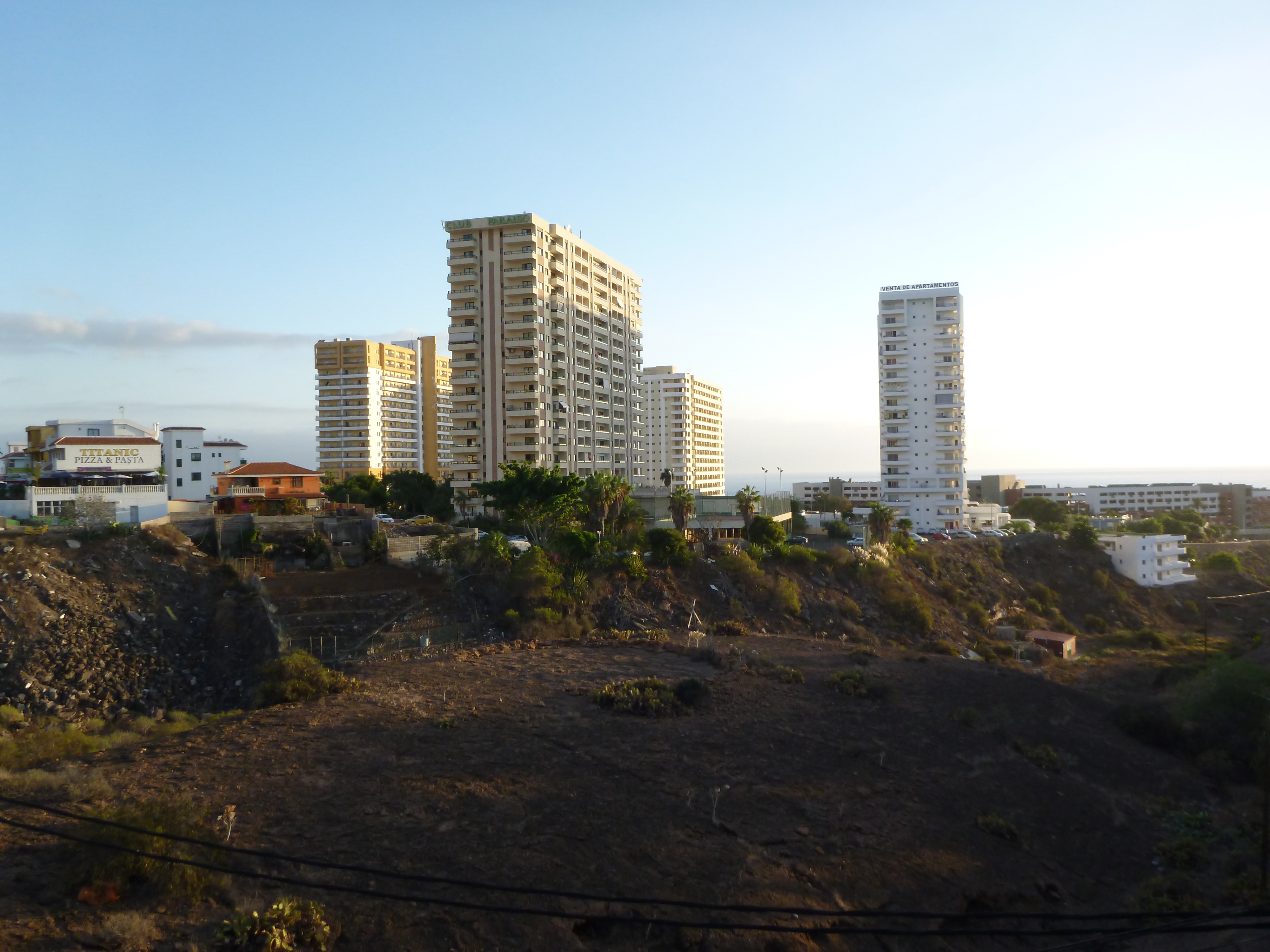
Torres de Playa Paraíso, unos de los edificios más altos del sur de Tenerife

Su principal actividad económica se centra en el sector servicios, sobre todo en el turismo.
En esta localidad se encuentran grandes hoteles como: 
- Complejo Bahía Príncipe Tenerife (4*) & Bahía Príncipe Costa Adeje (4*).
- Riu hotels & Resotrs Bella Vista (4*)
- Gran Hotel Roca Nivaria del grupo [Adrián hoteles] (5*).
- H10 Atlantic Sunset (5*).
- Hard Rock Hotel Tenerife (5*), el segundo hotel de la compañía Hard Rock en Europa.

Cuenta también con complejos de apartamentos vacacionales, así como con zonas comerciales entre las que destaca el centro comercial Rosa Center.
La cadena Hard Rock explota actualmente el HRH Tenerife Lagoon, anteriormente conocido como Lago Lido, una piscina de agua marina a pie de costa en la que se realizan diversos eventos como concierto o pool parties a las que han acudido los Dj's Rudimental, Nervo o Sigma.

## Transportes
| Línea | Trayecto                       | Recorrido     |
| ----- | ------------------------------ | ------------- |
|       |                                |               |
| 471   | Los Cristianos - Playa Paraíso | Horario/Línea |